# Fächerblumen
Fächerblumen (Scaevola L., Syn.: Lobelia Mill., Nigromnia Carolin) sind eine Gattung in der Familie der Goodeniengewächse (Goodeniaceae). Am bekanntesten ist die Beet- und Balkonpflanze Blaue Fächerblume (Scaevola aemula). Die Heimat der Arten ist Australien und Polynesien.

## Beschreibung
Es sind immergrüne, mehrjährige, meist krautige Pflanzen, seltener Halbsträucher, Sträucher oder kleine Bäume. Nur wenige Arten haben Stacheln. Die einfachen, oft ungestielten Laubblätter sind meist wechselständig, selten gegenständig und die Blattränder sind ganzrandig oder gesägt. 
Die Blüten stehen einzeln in den Blattachseln oder in zymösen, traubigen oder ährigen Blütenständen. Die zwittrigen, fünfzähligen Blüten sind zygomorph; wie auch die Trivialnamen in den unterschiedlichen Sprachen besagen, sind sie fächerförmig. Fast immer sind fünf kleine Kelchblätter vorhanden. Die fünf Kronblätter sind an der Basis verwachsen. Es ist nur ein Kreis mit fünf freien Staubblättern vorhanden. Zwei Fruchtblätter sind zu einem halbunter- oder unterständigen Fruchtknoten verwachsen. 
Sie bilden Steinfrüchte. Die Samen können geflügelt oder ungeflügelt sein.

## Arten
Es gibt etwa 70 bis 130 Scaevola-Arten (Auswahl):
- Blaue Fächerblume (Scaevola aemula R.Br.): Sie ist in den australischen Bundesstaaten New South Wales, South Australia und Victoria natürlich verbreitet.[1]
- Scaevola collaris F.Muell.: Sie ist in den australischen Bundesstaaten New South Wales, Northern Territory, Queensland, South Australia sowie Western Australia verbreitet.[1]
- Scaevola coriacea Nutt.: Die Heimat ist Hawaii.[1]
- Scaevola platyphylla Lindl.: Sie ist im westlichen Australien verbreitet.[1]
- Scaevola plumieri (L.) Vahl (Syn.: Lobelia frutescens Mill., Lobelia plumieri L., Scaevola thunbergii Eckl. & Zeyh.): Sie ist in Afrika, auf den Maskarenen, in Sri Lanka, in Indien, Florida, auf Karibischen Inseln, in Brasilien und Ecuador weitverbreitet.[1]
- Scaevola striata R.Br.: Sie ist im westlichen Australien verbreitet.[1]
- Scaevola taccada (Gaertn.) Roxb. (Syn.: Lobelia taccada Gaertn., Scaevola frutescens K.Krause, Scaevola koenigii Vahl, Scaevola sericea Vahl): Sie ist in Afrika, Asien, Australien und auf pazifischen Inseln weitverbreitet.[1]

## Bilder
Scaevola taccada:

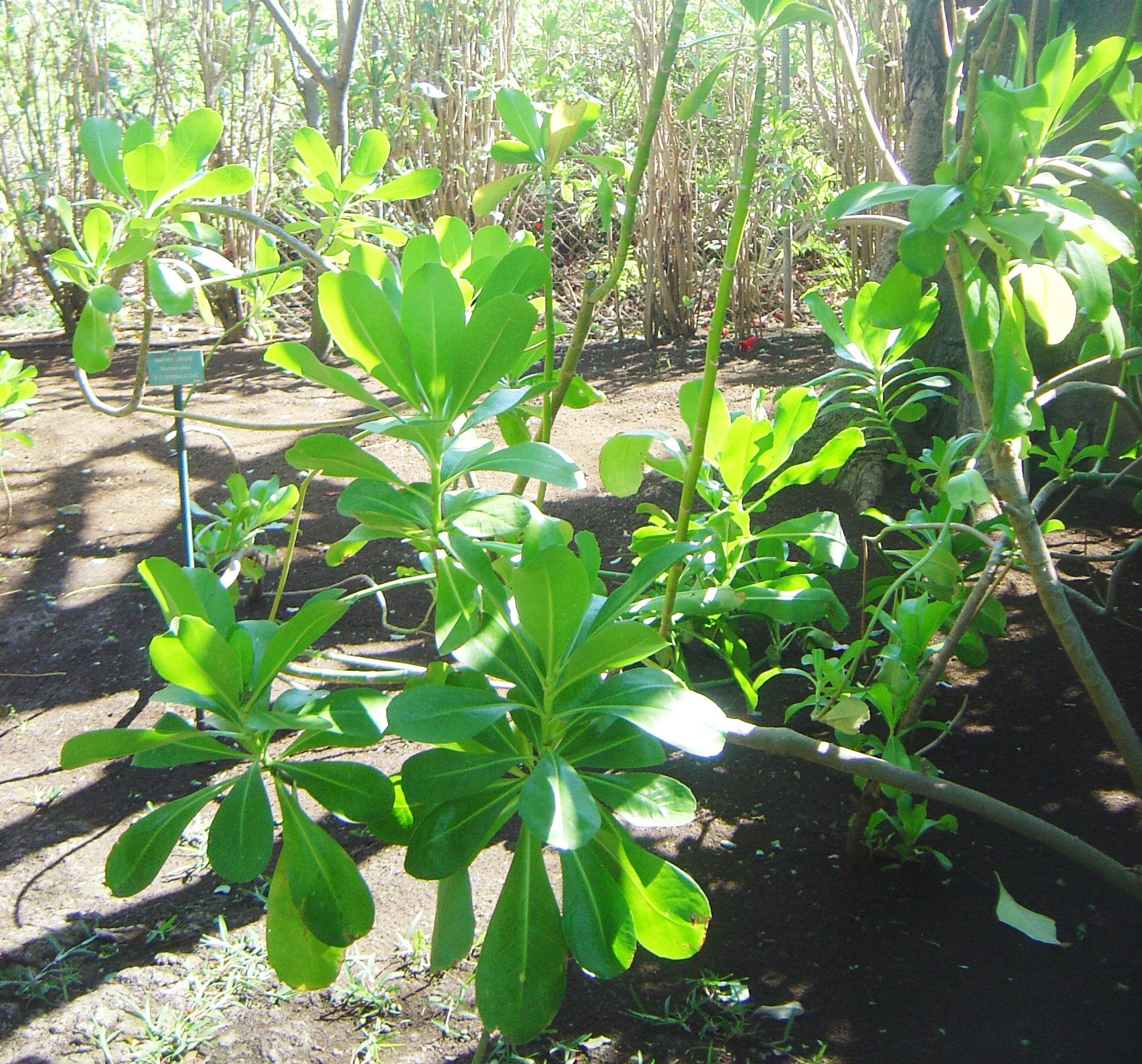
Habitus
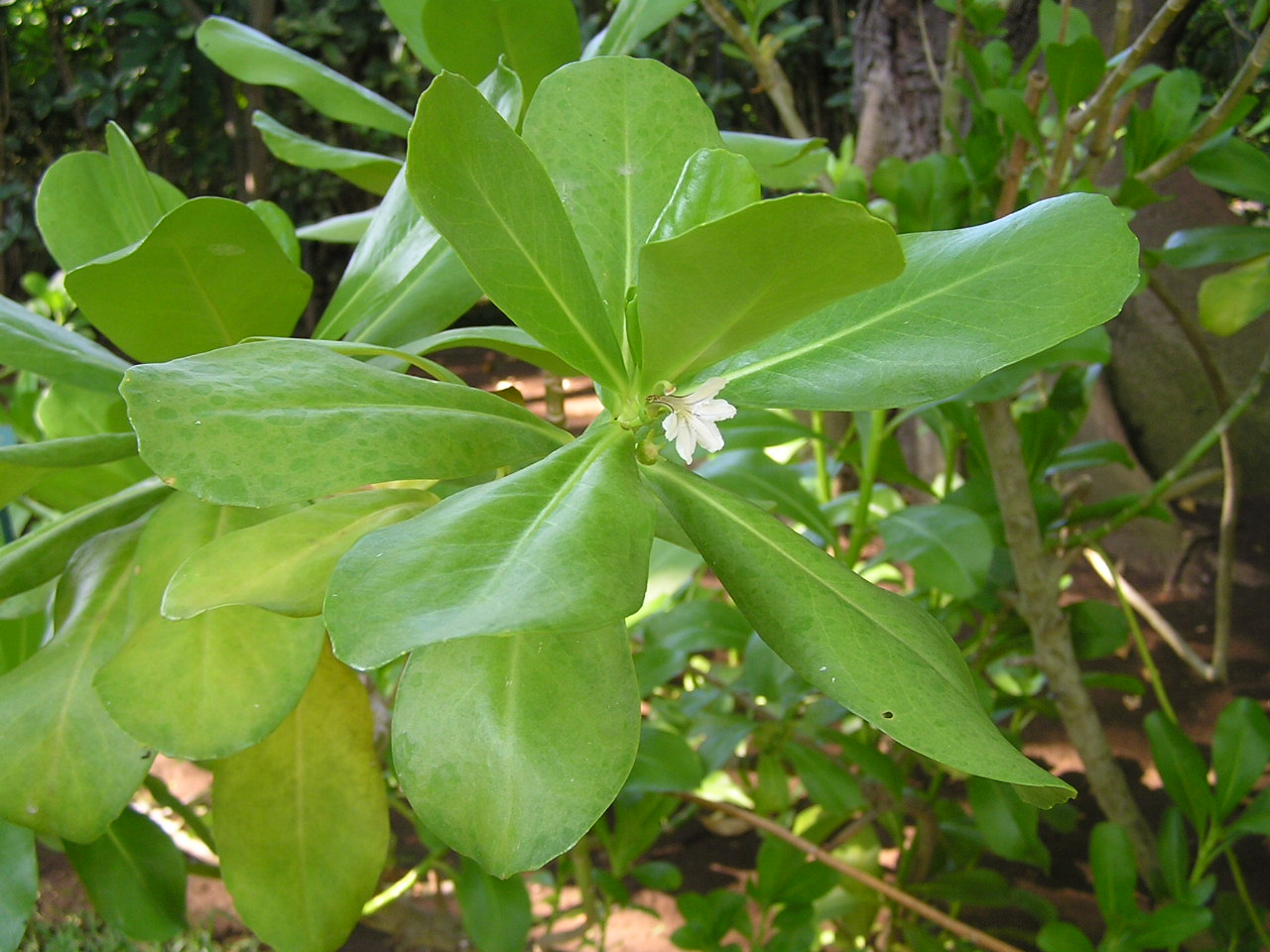
Mit Blüte
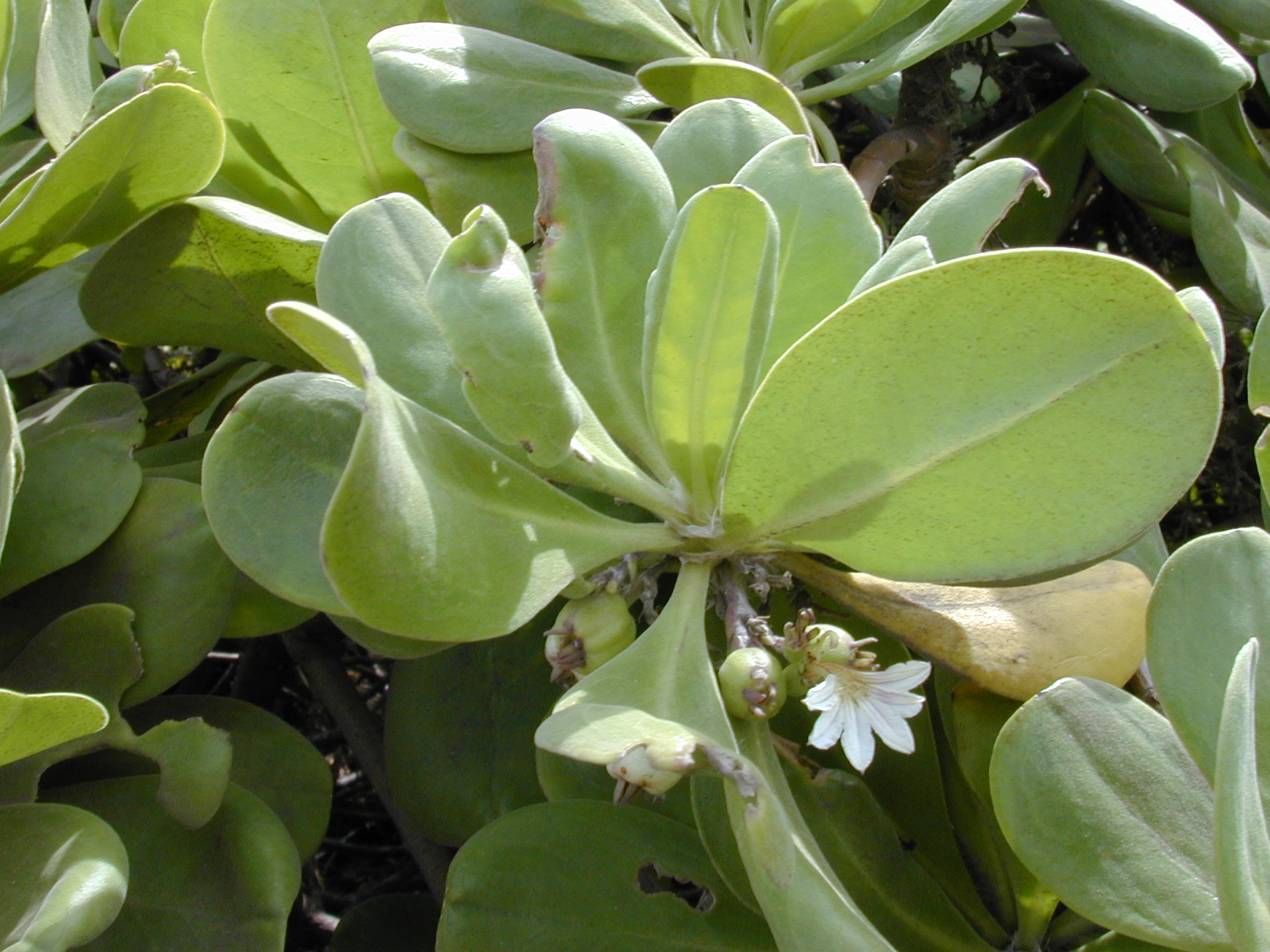
Mit Blüte
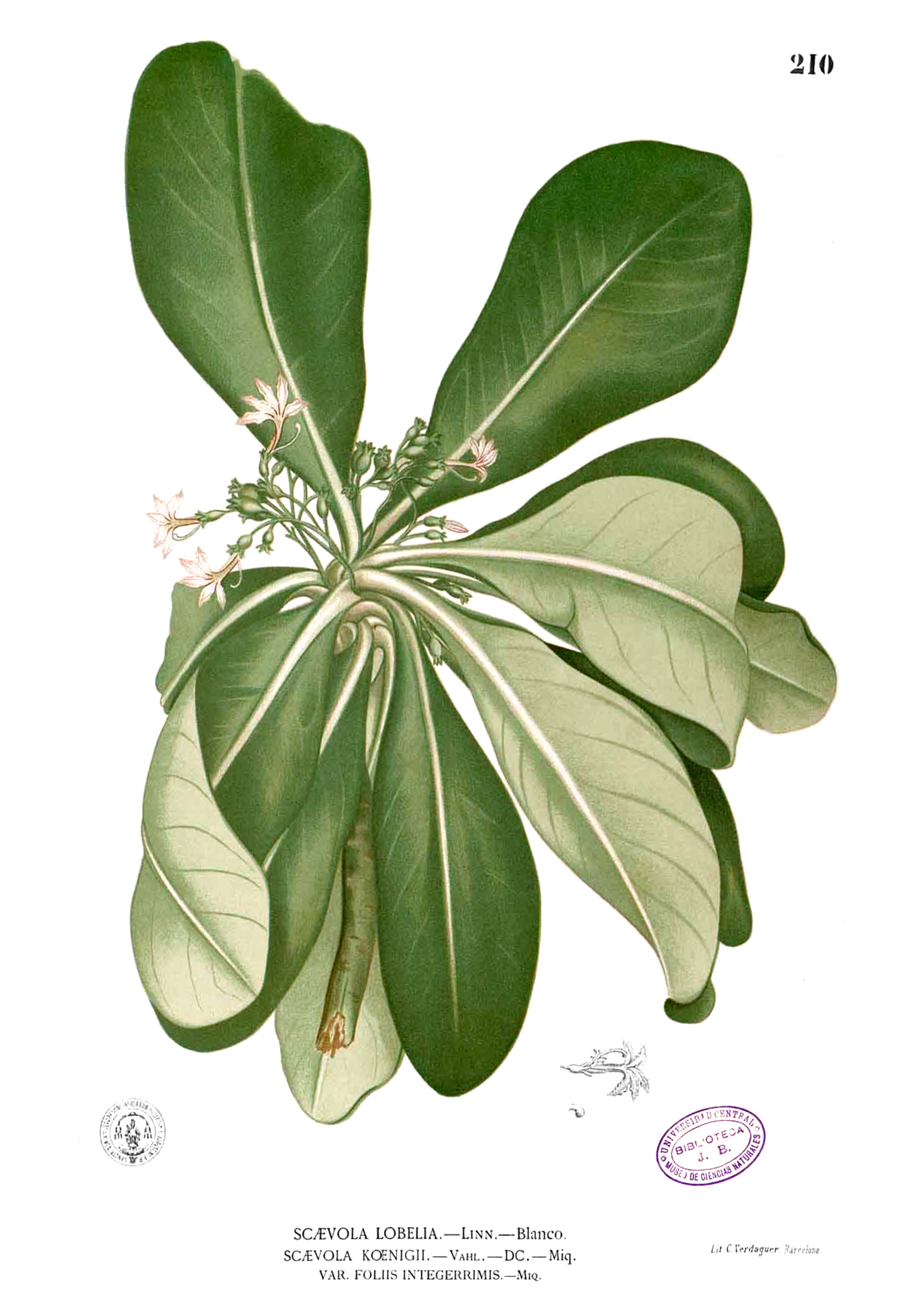
Illustration

Weitere Arten:

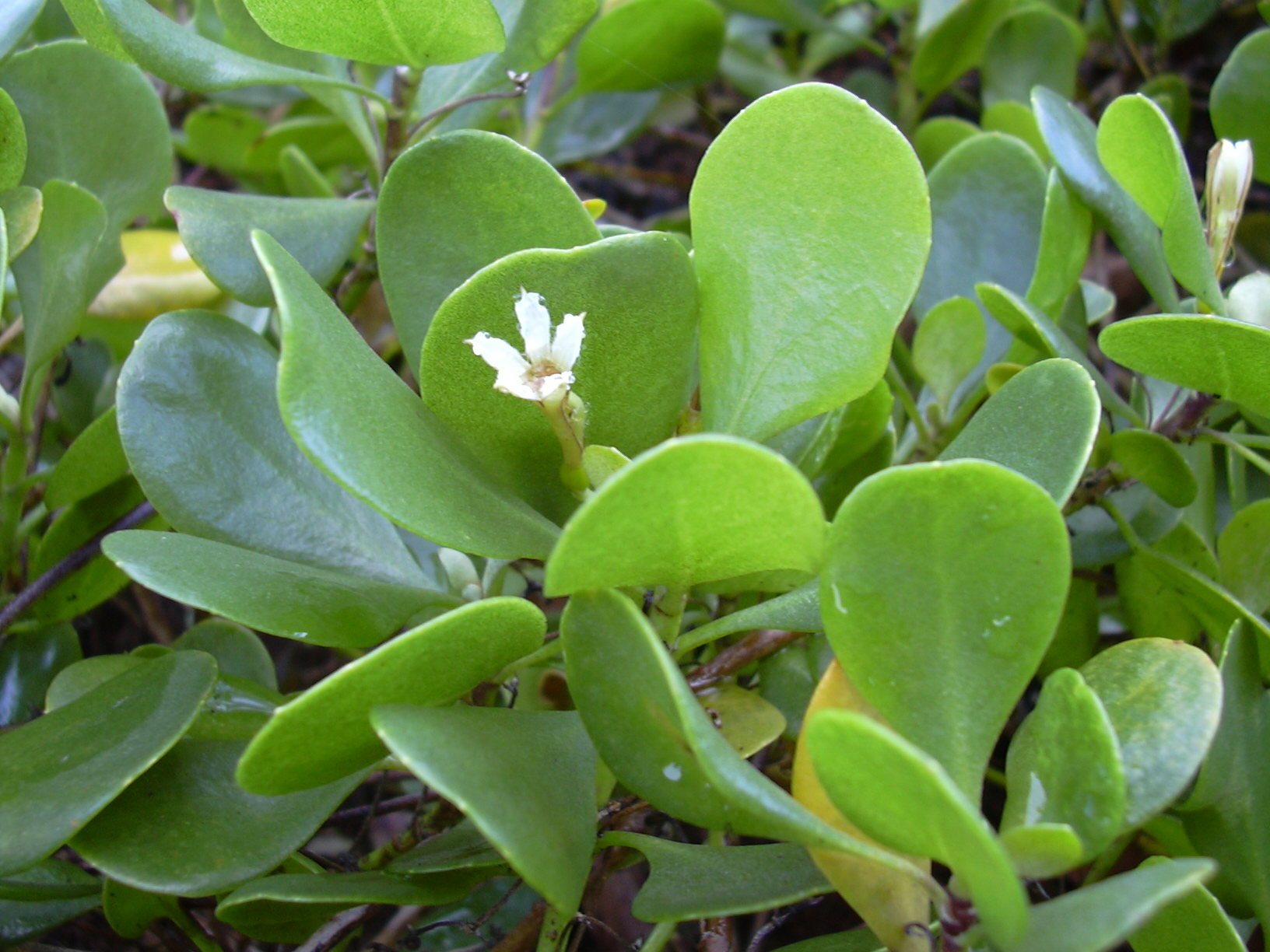
Scaevola coriacea
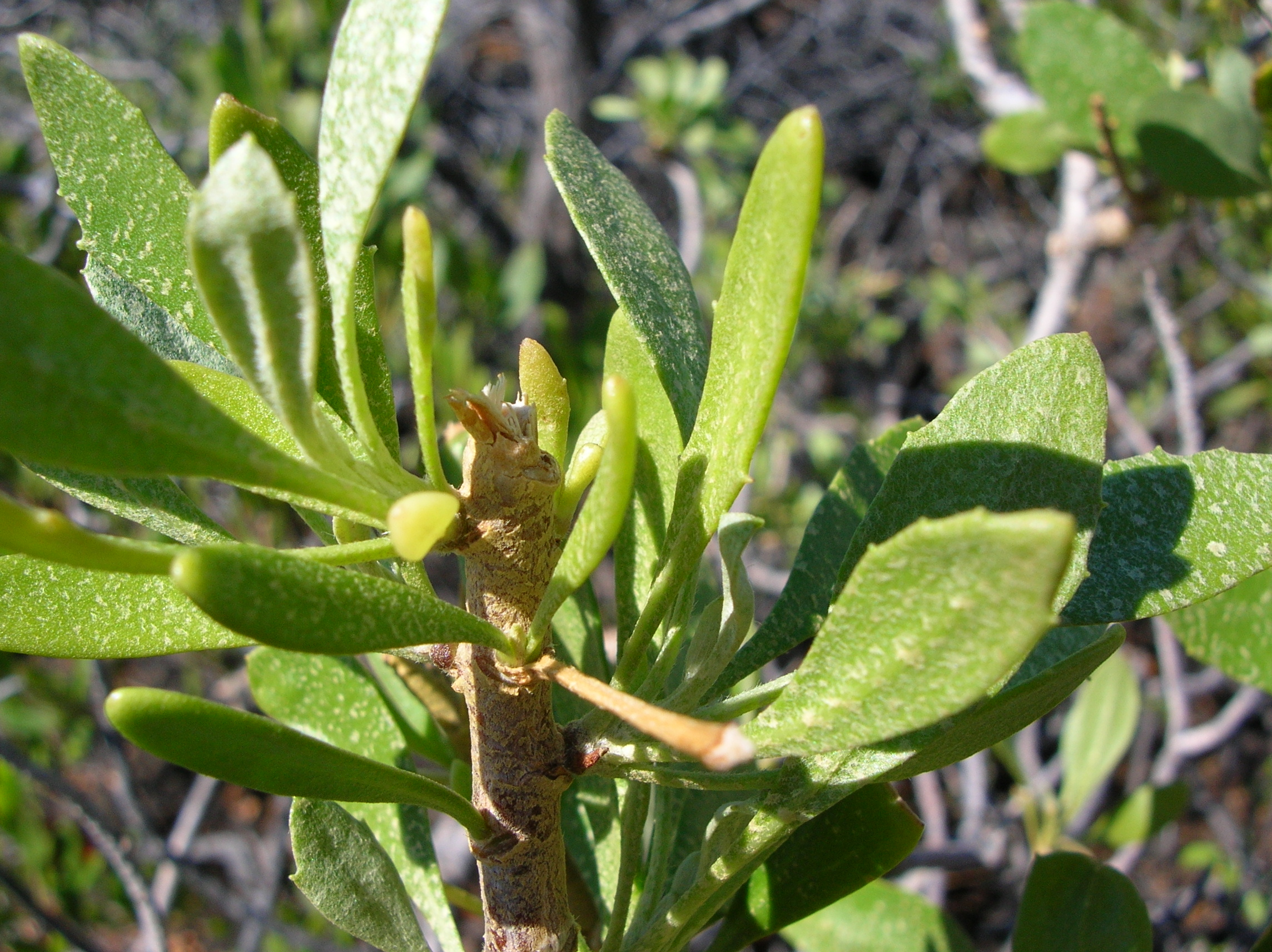
Scaevola gaudichaudii

## Belege
1. 1 2 3 4 5 6 7   Goodeniaceae im Germplasm Resources Information Network (GRIN), USDA, ARS, National Genetic Resources Program. National Germplasm Resources Laboratory, Beltsville, Maryland. Abgerufen am 22. April 2014.